# Мазепин, Никита Дмитриевич
Ники́та Дми́триевич Мазе́пин (род. 2 марта 1999, Москва) — российский автогонщик, выступавший в чемпионате мира «Формулы-1» в команде «Хаас» в сезоне 2021. Основатель Фонда помощи спортсменам, отстранённым от соревнований по неспортивным причинам «Мы выступаем как один» (We Compete As One). 
С 2022 по 2024 год, находился под персональными санкциями Великобритании, Украины и Швейцарии.

## Биография
Родился 2 марта 1999 года в Москве.
Сын бизнесмена Дмитрия Мазепина. Карьера Мазепина началась в семилетнем возрасте с картинга. До 2012 года он тренировался в московской школе картинга. В период с 2011 по 2014 года принимал участие в различных картинговых соревнованиях в классах KF, KF2, KF3 и KFJ. В 2014 году стал серебряным призёром CIK-FIA World Championship в классе KF.
В 2014 году 15-летний гонщик дебютировал в чемпионате с открытыми колёсами, приняв участие в этапе серии MRF Challenge Formula 2000 на трассе Лусаил. Во второй из четырёх гонок он занял второе место, а всего набрал 36 очков.
Зимой 2015 года Мазепин выступал в новозеландской Toyota Racing Series, где занял 18-е место в личном зачёте. В апреле[уточнить] стал гонщиком «Josef Kaufmann Racing» в Североевропейском кубке Формулы-Рено 2.0. В одной из гонок этапа на «Ред Булл Ринге» занял третье место, всего же за сезон набрал 125,5 очков и по его итогам стал двенадцатым. Также Мазепин принял участие в семи гонках Еврокубка Формулы-Рено 2.0 в составе «Josef Kaufmann Racing», но в этом турнире не сумел набрать очков.
В 2016 году провёл полный сезон в Чемпионате Европы «Формулы-3» в составе команды «HitechGP», где за тридцать гонок набрал десять очков и в личном зачёте стал двадцатым. Помимо этого, участвовал в нескольких гонках Еврокубка Формулы-Рено 2.0 и Чемпионата Великобритании Формулы-3. В ноябре принял участие в заездах Гран-при Макао: в первой гонке занял 18-е место, во второй не финишировал.
В 2016 году подписал контракт с командой «Форс Индия» Формулы-1, по которому стал пилотом по развитию. 12 и 13 июля выступал на тестах в Сильверстоуне, суммарно проехал 104 круга.
В 2017 году продолжил участие в Чемпионате Европы «Формулы-3». По ходу сезона трижды поднимался на подиум (из них два раза — на «Ред Булл Ринге»), всего набрал 108 очков и занял десятое место в личном зачёте.
В 2018 году Мазепин перешёл в GP3. Уже в первом заезде в Барселоне занял первое место, затем выиграл первую гонку на «Хунгароринге», вторые гонки в Спа и на Яс Марине; в итоге за сезон восемь раз поднимался на подиум, набрал 198 очков и стал серебряным призёром чемпионата.
С сезона 2019 выступал в ФИА Формуле-2. В 2020 году одержал две победы (ещё в одной гонке лишился победы из-за штрафа), занял 5 место в чемпионате.
1 декабря 2020 года было объявлено, что в 2021 году Мазепин станет пилотом команды Haas Формулы-1.
В 2021 году окончил факультет глобальных процессов Московского государственного университета им. М. В. Ломоносова.
5 марта 2022 года было объявлено, что команда Haas прекращает сотрудничество с Никитой Мазепиным и Уралкалием.
Весной 2022 года создал Фонд «Мы выступаем как один» (The We Compete As One foundation), который занимается помощью спортсменам, отстранённым от соревнований по неспортивным причинам.

## Санкции
9 марта 2022 года, на фоне вторжения России на Украину, Мазепин включён в санкционный список стран Евросоюза. Евросоюз отмечал что Мазепин является гонщиком команды Haas, спонсором которой является «Уралхим», а его фонд «Мы выступаем как один» финансируется из средств компании «Уралкалий», поэтому он «получает необоснованную выгоду от своего отца». 
18 мая 2022 года включён в список санкций Канады против олигархов и членов их семей «за то, что они непосредственно способствовали бессмысленной войне Владимира Путина в Украине и несут ответственность за боль и страдания народа Украины». По аналогичным основаниям находится под санкциями Великобритании, Украины и Швейцарии.
В марте 2023 года Мазепин оспорил санкции Евросоюза в суде, который признал его  «молодым спортсменом, который не причастен к агрессии» разрешив ему посещать страны Евросоюза для участия в соревнованиях и трудоустройства в команды. 20 марта 2024 года Европейский суд принял решение снять санкции ЕС с Мазепина, так как «семейные связи с его отцом, российским бизнесменом Дмитрием Мазепиным, не являются достаточными для того, чтобы он считался связанным с ним общими интересами и, следовательно, чтобы он был включён в эти списки».

## Результаты выступлений
| Сезон   | Серия                                    | Команда               | Гонки                | Победы               | Поулы                | Л/Круги              | Подиумы              | Очки                 | Место                |
| ------- | ---------------------------------------- | --------------------- | -------------------- | -------------------- | -------------------- | -------------------- | -------------------- | -------------------- | -------------------- |
| 2014/15 | MRF Challenge Formula 2000               |                       | 4                    | 0                    | 0                    | 0                    | 1                    | 36                   | 10                   |
| 2015    | Еврокубок Формулы-Рено 2.0               | Josef Kaufmann Racing | 7                    | 0                    | 0                    | 0                    | 0                    | 0                    | —                    |
| 2015    | Североевропейский кубок Формулы-Рено 2.0 | Josef Kaufmann Racing | 16                   | 0                    | 0                    | 0                    | 1                    | 125.5                | 12                   |
| 2015    | Toyota Racing Series                     | ETEC Motorsport       | 16                   | 0                    | 0                    | 0                    | 0                    | 304                  | 18                   |
| 2016    | Чемпионат Великобритании Формулы-3       | Carlin                | 3                    | 1                    | 0                    | 0                    | 1                    | 51                   | 23                   |
| 2016    | Чемпионат Европы Формулы-3               | HitechGP              | 30                   | 0                    | 0                    | 0                    | 0                    | 10                   | 20                   |
| 2016    | Еврокубок Формулы-Рено 2.0               | AVF by Adrián Vallés  | 4                    | 0                    | 0                    | 0                    | 0                    | 5                    | 16                   |
| 2016    | Гран-при Макао                           | HitechGP              | 1                    | 0                    | 0                    | 0                    | 0                    | —                    | —                    |
| 2016    | Формула-1                                | Форс Индия            | тест/резервный пилот | тест/резервный пилот | тест/резервный пилот | тест/резервный пилот | тест/резервный пилот | тест/резервный пилот | тест/резервный пилот |
| 2017    | Чемпионат Европы Формулы-3               | Hitech GP             | 30                   | 0                    | 0                    | 1                    | 3                    | 108                  | 10                   |
| 2017    | Формула-1                                | Форс Индия            | тест/резервный пилот | тест/резервный пилот | тест/резервный пилот | тест/резервный пилот | тест/резервный пилот | тест/резервный пилот | тест/резервный пилот |
| 2018    | GP3                                      | ART Grand Prix        | 18                   | 4                    | 1                    | 5                    | 8                    | 198                  | 2                    |
| 2018    | Формула-1                                | Форс Индия            | тест/резервный пилот | тест/резервный пилот | тест/резервный пилот | тест/резервный пилот | тест/резервный пилот | тест/резервный пилот | тест/резервный пилот |
| 2019    | ФИА Формула-2                            | ART Grand Prix        | 22                   | 0                    | 2                    | 0                    | 0                    | 11                   | 18                   |
| 2019—20 | Азиатский чемпионат Формулы-3            | Hitech Grand Prix     | 15                   | 1                    | 0                    | 0                    | 4                    | 186                  | 3                    |
| 2020    | ФИА Формула-2                            | Hitech Grand Prix     | 24                   | 2                    | 0                    | 2                    | 6                    | 164                  | 5                    |
| 2021    | Формула-1                                | Uralkali Haas F1 Team | 22                   | 0                    | 0                    | 0                    | 0                    | 0                    | 21                   |
| 2023    | Азиатская серия Ле-Ман                   | 99 Racing             | 1                    | 0                    | 0                    | 0                    | 1                    | 15*                  | 3*                   |

* Сезон продолжается.

### Формула-2
| Легенда к таблице |                                                                    |
| --- | ------------------------------------------------------------------ |
| В таблице перечислены результаты всех гонок, в которых принимал участие гонщик. Строками таблицы являются сезоны, столбцами — этапы соревнований. В каждой клетке указаны сокращённое название этапа и результат, дополнительно обозначенный цветом. Расшифровка обозначений и цветов представлена в нижеследующей таблице. |                                                                    |
| \| Пример \| Описание \| \| ------------ \| ------------------------------------------------------------------ \| \| 1 \| Победитель \| \| 2 \| Второе место \| \| 3 \| Третье место \| \| 5 \| Финишировал, заработав очки \| \| Сход \| Не финишировал, но при этом заработал очки \| \| 12 \| Финишировал, не получив очков \| \| НКЛ \| Финишировал, но не попал в финальную классификацию \| \| 15 \| Участвовал вне зачёта, либо по отдельной классификации \| \| 18 \| Не финишировал, но попал в финальную классификацию \| \| Сход \| Не финишировал \| \| НКВ \| Не прошёл квалификацию \| \| НПКВ \| Не прошёл предквалификацию \| \| ДСК \| Дисквалифицирован \| \| ИСК \| Исключён из протокола соревнований \| \| ТТ \| Заявлен для участия только в тренировках \| \| НС \| Участвовал в квалификации, но не стартовал в гонке \| \| Т \| Травмирован или болен \| \| ОТК \| Отказ от участия \| \| НТР \| Прибыл на соревнования, но на трассу не выезжал \| \| НПР \| Был заявлен в числе участников, но не прибыл к началу соревнований \| \| О \| Соревнования отменены \| \| \| Не участвовал \| \| Поул-позиция \| \| \| Быстрый круг \| \| |                                                                    |
| Пример | Описание                                                           |
| 1 | Победитель                                                         |
| 2 | Второе место                                                       |
| 3 | Третье место                                                       |
| 5 | Финишировал, заработав очки                                        |
| Сход | Не финишировал, но при этом заработал очки                         |
| 12 | Финишировал, не получив очков                                      |
| НКЛ | Финишировал, но не попал в финальную классификацию                 |
| 15 | Участвовал вне зачёта, либо по отдельной классификации             |
| 18 | Не финишировал, но попал в финальную классификацию                 |
| Сход | Не финишировал                                                     |
| НКВ | Не прошёл квалификацию                                             |
| НПКВ | Не прошёл предквалификацию                                         |
| ДСК | Дисквалифицирован                                                  |
| ИСК | Исключён из протокола соревнований                                 |
| ТТ | Заявлен для участия только в тренировках                           |
| НС | Участвовал в квалификации, но не стартовал в гонке                 |
| Т | Травмирован или болен                                              |
| ОТК | Отказ от участия                                                   |
| НТР | Прибыл на соревнования, но на трассу не выезжал                    |
| НПР | Был заявлен в числе участников, но не прибыл к началу соревнований |
| О | Соревнования отменены                                              |
| | Не участвовал                                                      |
| Поул-позиция |                                                                    |
| Быстрый круг |                                                                    |

| Сезон | Команда           | 1           | 2           | 3           | 4            | 5          | 6          | 7          | 8          | 9            | 10         | 11         | 12         | 13         | 14         | 15         | 16         | 17        | 18         | 19         | 20        | 21         | 22           | 23         | 24         | Место | Очки |
| ----- | ----------------- | ----------- | ----------- | ----------- | ------------ | ---------- | ---------- | ---------- | ---------- | ------------ | ---------- | ---------- | ---------- | ---------- | ---------- | ---------- | ---------- | --------- | ---------- | ---------- | --------- | ---------- | ------------ | ---------- | ---------- | ----- | ---- |
| 2019  | ART Grand Prix    | БАХ ГОН 19  | БАХ СПР 13  | БАК ГОН 8   | БАК СПР Сход | КАТ ГОН 17 | КАТ СПР 14 | МОН ГОН 10 | МОН СПР 8  | ЛЕК ГОН Сход | ЛЕК СПР 16 | РБР ГОН 12 | РБР СПР 11 | СИЛ ГОН 16 | СИЛ СПР 12 | ХУН ГОН 12 | ХУН СПР 15 | СПА ГОН О | СПА СПР О  | МНЦ ГОН 11 | МНЦ СПР 9 | СОЧ ГОН 8  | СОЧ СПР Сход | ЯСМ ГОН 10 | ЯСМ СПР 17 | 18    | 11   |
| 2020  | Hitech Grand Prix | РБР1 ГОН 14 | РБР1 СПР 10 | РБР2 ГОН 14 | РБР2 СПР 8   | ХУН ГОН 2  | ХУН СПР 5  | СИЛ1 ГОН 1 | СИЛ1 СПР 5 | СИЛ2 ГОН 4   | СИЛ2 СПР 8 | КАТ ГОН 13 | КАТ СПР 6  | СПА ГОН 2  | СПА СПР 4  | МНЦ ГОН НК | МНЦ СПР 8  | МУГ ГОН 1 | МУГ СПР 18 | СОЧ ГОН 7  | СОЧ СПР 2 | БАХ1 ГОН 5 | БАХ1 СПР 2   | БАХ2 ГОН 9 | БАХ2 СПР 9 | 5     | 164  |

### Формула-1
| Легенда к таблице |                                                                    |
| --- | ------------------------------------------------------------------ |
| В таблице перечислены результаты всех Гран-при Формулы-1, в которых принимал участие гонщик. Строками таблицы являются сезоны, столбцами — этапы чемпионата мира. В каждой клетке указаны сокращённое название этапа и результат, дополнительно обозначенный цветом. Расшифровка обозначений и цветов представлена в нижеследующей таблице. |                                                                    |
| \| Пример \| Описание \| \| ------------ \| ------------------------------------------------------------------ \| \| 1 \| Победитель \| \| 2 \| Второе место \| \| 3 \| Третье место \| \| 5 \| Финишировал, заработав очки \| \| Сход \| Не финишировал, но при этом заработал очки \| \| 12 \| Финишировал, не получив очков \| \| НКЛ \| Финишировал, но не попал в финальную классификацию \| \| 15 \| Участвовал вне зачёта, либо по отдельной классификации \| \| 18 \| Не финишировал, но попал в финальную классификацию \| \| Сход \| Не финишировал \| \| НКВ \| Не прошёл квалификацию \| \| НПКВ \| Не прошёл предквалификацию \| \| ДСК \| Дисквалифицирован \| \| ИСК \| Исключён из протокола соревнований \| \| ТТ \| Заявлен для участия только в тренировках \| \| НС \| Участвовал в квалификации, но не стартовал в гонке \| \| Т \| Травмирован или болен \| \| ОТК \| Отказ от участия \| \| НТР \| Прибыл на соревнования, но на трассу не выезжал \| \| НПР \| Был заявлен в числе участников, но не прибыл к началу соревнований \| \| О \| Соревнования отменены \| \| \| Не участвовал \| \| Поул-позиция \| \| \| Быстрый круг \| \| |                                                                    |
| Пример | Описание                                                           |
| 1 | Победитель                                                         |
| 2 | Второе место                                                       |
| 3 | Третье место                                                       |
| 5 | Финишировал, заработав очки                                        |
| Сход | Не финишировал, но при этом заработал очки                         |
| 12 | Финишировал, не получив очков                                      |
| НКЛ | Финишировал, но не попал в финальную классификацию                 |
| 15 | Участвовал вне зачёта, либо по отдельной классификации             |
| 18 | Не финишировал, но попал в финальную классификацию                 |
| Сход | Не финишировал                                                     |
| НКВ | Не прошёл квалификацию                                             |
| НПКВ | Не прошёл предквалификацию                                         |
| ДСК | Дисквалифицирован                                                  |
| ИСК | Исключён из протокола соревнований                                 |
| ТТ | Заявлен для участия только в тренировках                           |
| НС | Участвовал в квалификации, но не стартовал в гонке                 |
| Т | Травмирован или болен                                              |
| ОТК | Отказ от участия                                                   |
| НТР | Прибыл на соревнования, но на трассу не выезжал                    |
| НПР | Был заявлен в числе участников, но не прибыл к началу соревнований |
| О | Соревнования отменены                                              |
| | Не участвовал                                                      |
| Поул-позиция |                                                                    |
| Быстрый круг |                                                                    |

| Сезон | Команда               | Шасси      | Двигатель             | Ш | 1        | 2      | 3      | 4      | 5      | 6      | 7      | 8      | 9      | 10     | 11       | 12     | 13       | 14       | 15     | 16     | 17     | 18     | 19     | 20     | 21       | 22     | Место | Очки |
| ----- | --------------------- | ---------- | --------------------- | - | -------- | ------ | ------ | ------ | ------ | ------ | ------ | ------ | ------ | ------ | -------- | ------ | -------- | -------- | ------ | ------ | ------ | ------ | ------ | ------ | -------- | ------ | ----- | ---- |
| 2021  | Uralkali Haas F1 Team | Haas VF-21 | Ferrari 065/6 1,6 V6T | P | БАХ Сход | ЭМИ 17 | ПОР 19 | ИСП 19 | МОН 17 | АЗЕ 14 | ФРА 20 | ШТИ 18 | АВТ 19 | ВЕЛ 17 | ВЕН Сход | БЕЛ 17 | НИД Сход | ИТА Сход | РОС 18 | ТУР 20 | США 17 | МЕХ 18 | САП 17 | КАТ 18 | САУ Сход | АБУ НС | 21    | 0    |